# 掛洞プラント

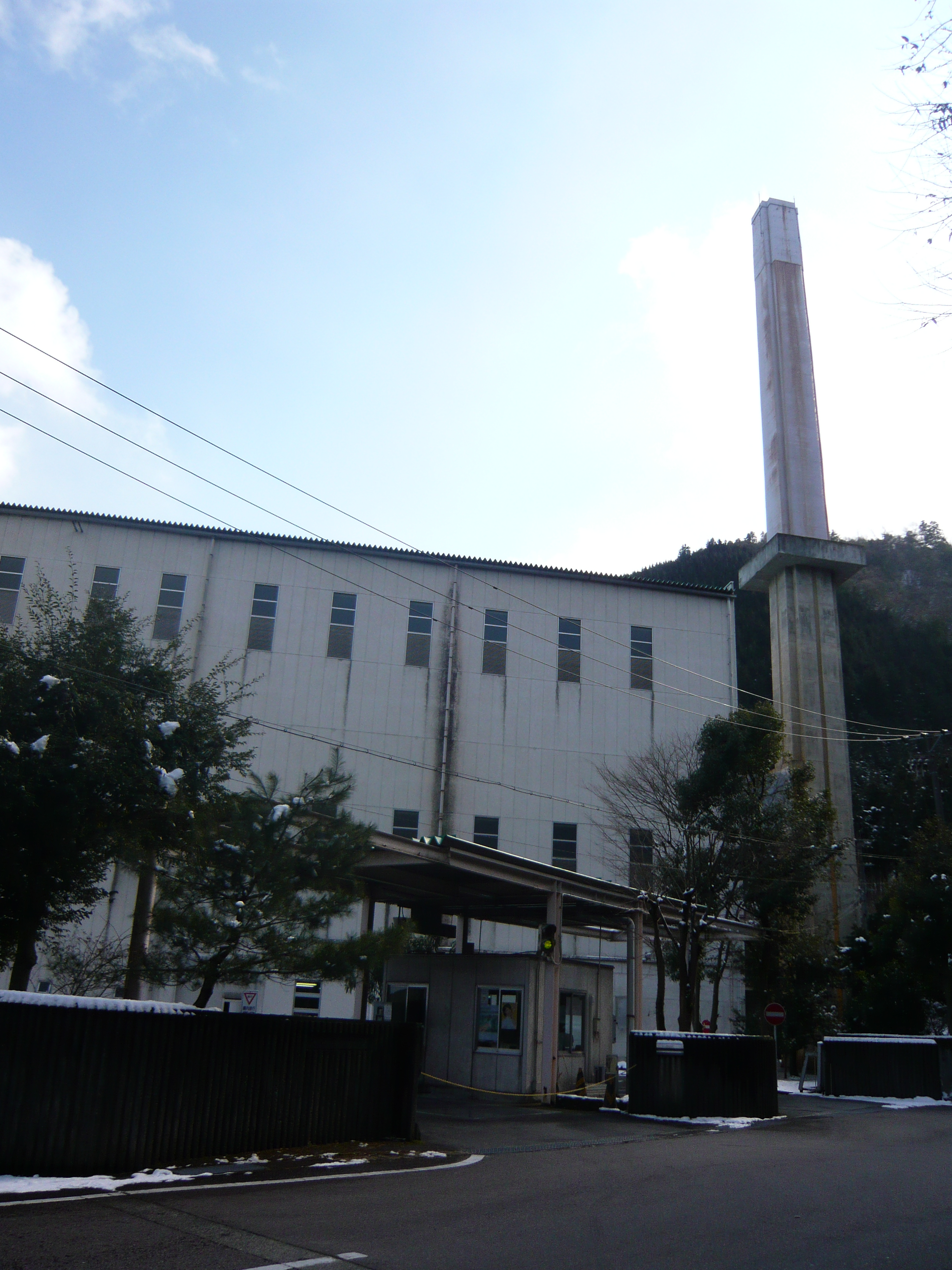
掛洞プラント

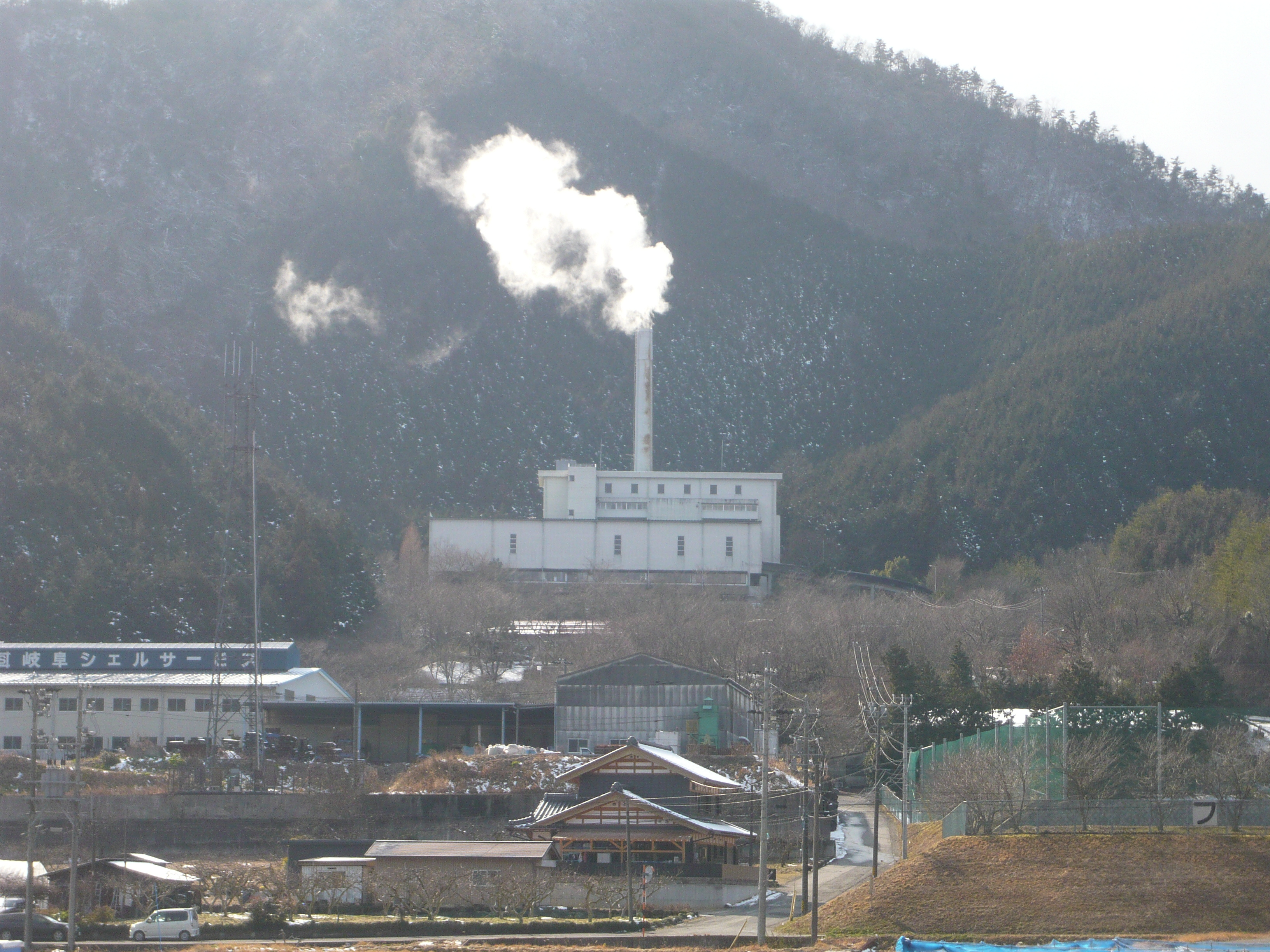
遠景

掛洞プラント（かけぼらプラント）は、岐阜県岐阜市にある岐阜市所有のゴミ焼却施設である。
隣接の「プラザ掛洞」では、岐阜県では初めてとなるごみ焼却余熱を利用した、温水プールや浴場施設を運営している。
老朽化が進んでおり、新プラントの建設の検討が進められている。岐阜市には焼却施設としてこの掛洞プラントの他に東部クリーンセンターがある。

## 沿革
- 1979年（昭和54年）4月 - 稼働開始。
  - 同年7月5日 - ゴミによる爆発事故。屋根、破砕器が破損。
  - 同年8月10日 - 貯蔵ピットに収集車が転落。職員が死亡。
  - 同年10月 - 修理、改修工事着手（プラント停止）
- 1980年（昭和55年）1月 - プラント稼動再開。
- 1999年（平成11年）2月 - ダイオキシン類削減対策のため、排ガス高度処理施設整備工事を実施。
- 2002年（平成14年）12月 - 山県郡3町村（現山県市）のごみ処理を受託。

## 施設概要
- 施設規模：150ton/日
- 敷地面積：8,632m2
- 燃焼設備：全連続燃焼式ストーカ炉（クボタ製）
- 燃焼ガス冷却設備：廃熱ボイラー、一次ガス冷却室
- 排ガス処理施設：ろ過式集じん器（バグフィルター）、乾式有害ガス除去装置、二次ガス冷却塔
- 排水処理設備：凝集沈殿方式（プラント内で処理水を処理するクローズドシステム）

## 概要
- 住所：〒501-1185 岐阜市奥字掛洞375番地
  - 市北西部の本巣市、山県市との市境近くに山間地に立地している。

## アクセス
- 岐阜バス 黒野線「プラザ掛洞」下車。徒歩約1分。

## 施設周辺
- プラザ掛洞
- リサイクルまんが館